# The Song of the Western Men
The Song of the Western Men (córnico: Kan an Dus West; português: Canção dos Homens do Oeste) é uma canção inglesa escrita por Robert Stephen Hawker. É também conhecida por Trelawny.
Hawker escreveu a canção em 1824, baseando-se na rebilião córnica de 1688. Muitas pessoas erroneamente supuseram que a música é de origem popular remota, entre eles Sir Walter Scott, Lord Macaulay e Charles Dickens. Hawker, entretanto, baseou a canção em um provérbio popular usado em Cornwall:
And shall Trelawny die?

Here’s twenty thousand Cornish men

Will know the reason why!
Hawker, sendo eclesiástico, atribuiu a menção do provérbio ao bispo córnico Jonathan Trelawny, que foi preso na Torre de Londres em 1688, por ordem do rei Jaime II. No entanto, o mais provável é que o provérbio se refira a seu próprio avô, Sir John Trelawny, um líder lealista córnico que foi encarcerado pelo Parlamento inglês em 1628.
De acordo com o historiador Robert Cornish Morton Nance, The Song of the Western Men foi possivelmente inspirada na canção Come, all ye jolly tinner boys (português: Venham, todos os alegres mineiros de estanho, em referência à principal indústria da Cornualha de então, a extração de estanho), escrita mais de dez anos antes, por volta de 1807, quando Napoleão Bonaparte fez ameaças de sanções que afetavam diretamente o comércio da Cornualha. Ye jolly Tinner boys contém o verso Why forty thousand Cornish boys shall knawa the reason why (português: Por que quarenta mil garotos córnicos saberão a razão porquê)
A canção tornou-se um dos hinos não-oficiais da Cornualha, e é regularmente cantada por times córnicos de rugby e em outras ocasiões em que córnicos se reúnem. Ademais, às crianças das escolas primárias da Cornualha são ensinados o primeiro verso e o refrão, sendo comum que os cantem em dias como a Festa de São Pirão e no Golowan.